# Segrate
Segrate is een gemeente in de Italiaanse metropolitane stad Milaan (regio Lombardije) en telt 33.373 inwoners (31-12-2004). De oppervlakte bedraagt 17,4 km², de bevolkingsdichtheid is 1891 inwoners per km².
De volgende frazioni maken deel uit van de gemeente: Lavanderie, Milano Due, Novegro, Redecesio, Rovagnasco, S. Felice, Tregarezzo, Villaggio Ambrosiano.

## Demografie
Segrate telt ongeveer 13795 huishoudens. Het aantal inwoners steeg in de periode 1991-2001 met 2,6% volgens cijfers uit de tienjaarlijkse volkstellingen van ISTAT.
| Jaar | Inwoneraantal |
| ---- | ------------- |
| 1991 | 32.368        |
| 2001 | 33.199        |

## Geografie
Segrate grenst aan de volgende gemeenten: Milaan, Vimodrone, Pioltello, Peschiera Borromeo.

## Geboren
- Nicolò Rovella (4 december 2001), voetballer